# Lower Catesby
Lower Catesby är en by i Northamptonshire i England. Byn är belägen 6 km 
från Daventry. Orten har 18 invånare (2009).